# Université Toulouse-III-Paul-Sabatier
Université Toulouse-III-Paul-Sabatier, även känd som Université Paul Sabatier (Toulouse 3) är ett franskt universitet som ligger i Aerospace Valley i Toulouse. Universitetet har mer än 32 000 studenter. Namnet är en hyllning till kemisten Paul Sabatier.
Det är medlem av Université Fédérale Toulouse Midi-Pyrénées.

## Kända alumner (urval)
- Sid Ali Boudina, algerisk roddare
- Christer Kiselman, svensk matematiker
- Erik Sandewall,  svensk professor i datalogi